# 656
Cette page concerne l'année 656  du calendrier julien. Pour l'année 656 av. J.-C., voir 656 av. J.-C.
L'année 656 est une année bissextile qui commence un vendredi.

## Événements

### Proche-Orient
- 17 juin : Uthman, qui voit sa politique de collaboration avec les peuples vaincus pour l’administration de l’Empire contestée en Égypte et en Syrie par les partisans d’Ali, est assassiné à Médine.
- 23 juin : ʿAlī ibn Abī T̩ālib s’impose comme calife à Médine (fin en 661)[1]. Il obtient rapidement le soutien des trois grandes villes musulmanes (Basra, Kûfa et Fustât). Mais il est soupçonné d’avoir commandité le crime d’Uthman.
- 9 décembre : bataille du chameau. Mu'awiyya, allié d’A'isha et leurs partisans (Talha et Zoubayr, de la Mecque) se soulèvent contre Ali mais sont battus à près de Basra où A’isha est faite prisonnière[2].

### Europe
- 1er février : mort de Sigebert III. Le maire du palais Grimoald, fils de Pépin de Landen impose à Metz son fils Childebert l'Adopté comme roi en Austrasie (656-662) à la place du fils de Sigebert III, Dagobert II, exilé en Irlande[3].
- 1er décembre : début du Xe Concile de Tolède réuni à la demande du roi wisigoth Réceswinthe.

- Indépendance de fait du patrice de Toulouse[4].
- Bathilde restaure l’abbaye de Chelles (656-662)[5].

## Naissances en 656
- Tang Zhongzong – (chinois : 唐中宗 ; pinyin : táng zhongzōng, 26 novembre 656 –3 juillet 710) est le quatrième empereur chinois de la dynastie Tang.

## Décès en 656
- 17 juin : Uthman, calife à Médine, assassiné.